# Sean McClare
Sean Patrick McClare (Rotherham, 12 gennaio 1978) è un ex calciatore inglese, di ruolo centrocampista.

## Carriera
Inizia la carriera giocando nelle giovanili del Barnsley, facendo il suo esordio tra i professionisti sempre con i Tykes nella stagione 1998-1999, in cui è titolare (30 presenze e 3 reti in campionato più 10 presenze ed una rete nelle coppe nazionali) con il club biancorosso, impegnato nella seconda divisione inglese; nella stagione successiva segna altre 2 reti in 10 presenze per poi nel mese di aprile passare in prestito fino a fine stagione al Rochdale, con cui gioca 9 partite in quarta divisione. Nella stagione 2000-2001 segna poi un gol in 10 presenze sempre in seconda divisione con il Barnsley, salvo poi nel novembre del 2001 passare in prestito al Port Vale, in terza divisione; terminato il prestito i Valiants lo acquistano a titolo definitivo e McClare finisce per vestirne la maglia fino al termine della stagione 2003-2004, con un bilancio di 40 presenze ed una rete in incontri di campionato. Rimasto svincolato, all'inizio della stagione 2003-2004 fa ritorno al Rochdale, con cui trascorre un'annata giocando da titolare (38 presenze) in quarta divisione; a fine anno rimane nuovamente svincolato, restando inattivo fino al febbraio del 2005, quando si accasa all'Halifax Town: dopo una sola presenza con il club (che militava in quinta divisione), conclude la stagione 2004-2005 al Bradford PA, in Northern Premier League (settima divisione). Nella stagione 2005-2006 il suo ex compagno ai tempi del Barnsley Neil Redfearn, allenatore dello Scarborough (club di quinta divisione), gli offre un contratto: rimane in squadra per tutta la stagione, giocando 15 partite di campionato, e lasciando a fine anno il club, nel frattempo retrocesso in sesta divisione. Nell'annata seguente gioca in Northern Premier League con il Grantham Town, ritirandosi a gennaio del 2007.